# Noblella peruviana
Noblella peruvianus — вид жаб родини Strabomantidae. Це ендемік андських високогір'їв Перу. Його природним середовищем проживання є субтропічні або тропічні високогірні чагарники. Перебуває під загрозою через втрату місць проживання.

## Поширення
Цей вид є ендемічним для провінції Паукартамбо у регіоні Куско у Перу. Мешкає на висоті від 2800 до 3500 м над рівнем моря.

## Опис
Максимальний розмір тіла становить близько 16 мм завдовжки.